# Вельовесь (Олесницький повіт)
Вельовесь (пол. Wielowieś) — село в Польщі, у гміні Сицув Олесницького повіту Нижньосілезького воєводства.
Населення — 424 особи (2011).
У 1975-1998 роках село належало до Каліського воєводства.

## Демографія
Демографічна структура станом на 31 березня 2011 року:
|          | Загалом | Допрацездатний вік | Працездатний вік | Постпрацездатний вік |
| -------- | ------- | ------------------ | ---------------- | -------------------- |
| Чоловіки | 214     | 64                 | 136              | 14                   |
| Жінки    | 210     | 53                 | 128              | 29                   |
| Разом    | 424     | 117                | 264              | 43                   |